# ピエール・セルトン
ピエール・セルトン（Pierre Certon, ? - 1572年2月23日）は、ルネサンス時代のフランスの作曲家。ジョスカン・デ・プレやジャン・ムートンより後の世代の代表的作曲家のひとり。フランス語シャンソンの発展に影響力を及ぼした。

## 生涯
おそらくはムラン生まれだが、一生のほとんどをパリで過ごした。生涯に関する最初の記録は、フランス宮廷に仕えていた1527年にさかのぼり、1530年にはノートルダム大聖堂で球技を行なったかどで不敬罪に問われ、あやうく投獄されかけたが、分別ざかりでないとの理由で許されている。この出来事から1510年から1520年までの間が生年と推測してよかろう。1536年にはサント＝シャペルの聖歌隊長に就任し、生涯にわたってその任に就いた。
その後パリでの活動が認められ、ミュロン大聖堂参次会員の資格を得る。数々の大興行の組織に手助けしていたようで、間違いなくそのために沢山の音楽を提供している。有名な作曲家クローダン・ド・セルミジの親友だったことは間違いなく、これは楽譜の献辞や端書き、1562年に作曲された痛ましい哀歌（ジョスカン作曲のオケゲム追悼の哀歌をモデルにした作品）などからも裏付けられる。

## 作品と影響力
セルトンは8曲（現存数）のミサ曲のほかに、モテットや詩篇唱、シャンソン・スピリチュエル（イタリアのマドリガーレ・スピリトゥアーレと関連のある、世俗語による聖歌）、加えておびただしい数のシャンソンを遺した。セルトンの作曲様式は、どちらかといえば16世紀の作曲家の典型となっているが、大形式の作品、たとえばより長大なミサ曲（レクィエムなど）の非常に単純な楽章による組み立てには、常には配慮されており、楽章内部は緊張感と複雑さがいっそうきわだっている。その上セルトンは、ホモフォニーとポリフォニーの間でテクスチュアを変化させることに巧みであり、随時しばしば歌手の数や声域を変化させた。
セルトンのシャンソンは有名で、かつての軽快に踊るような4声体のテクスチュアから、慎重な曲づけと主情主義、より広い声域とより多くの声部数を特徴とする16世紀後半の作曲様式への変遷に、影響力があった。同時代のイタリアのマドリガーレとの相互影響は明白だが、セルトンのシャンソンは軽みや、フランス語そのもののリズムの特徴を保っている。
なお、セルトンのパロディ・ミサ曲には、当時のフランス民謡を定旋律とする《ミサ曲「アヴィニョンの橋の上で」Messe « Sus le pont d’Avignon » 》を作曲したが、原曲はこんにち知られている同名の民謡の旋律とは異なっている。